# 周大福人壽
周大福人壽保險有限公司（英語：Chow Tai Fook Life Insurance Company Limited，簡稱：周大福人壽）為一所香港保險公司，是周大福創建的全資附屬公司。

## 歷史
1994年，李澤楷旗下盈科拓展收購新加坡的海裕集團，包括海裕旗下的「鵬利保險」，「鵬利保險」的前身為「紐西蘭保險」。1995年，鵬利保險引入中保集團（中國太平保險集團前身）為第二大股東。其後，鵬利保險於1999年易名為盈科保險，並於當年7月在港交所上市。港交所前上市代號為065。
2007年3月1日，富通集團向盈科拓展等收購盈科保險過半數股權，同時向其他股東提出強制性收購。2007年6月富通集團宣佈已持有4.01多億股，或相當於獨立股東股權的97.12%接納收購，因此富通將持有盈保的98.59%股權並私有化盈科保險。交易完成後易名Fortis Asia Holdings Limited及富通亞洲控股有限公司。
受2007年－2012年環球金融危機影響，母公司富通集團只餘下富通保險業務，其Fortis商標亦售予法國巴黎銀行，富通集團因而易名為富傑集團（Ageas Insurance International NV）。2010年7月，富通保險香港註冊名稱易名為Ageas Asia Holdings Limited並同時更新企業標誌。富通保險在內地的名稱已跟隨英語易名為富傑集團，惟在香港的因中文名稱因不受商標註冊限制則獲得保留，繼續沿用富通保險有限公司。
2015年9月1日，中國私募基金九鼎投資以13.8億美元（106.88億港元現金）向富傑集團（Ageas Insurance International NV）收購富通保險香港之全數業務。2016年9月，富通保險正式易名為FTLife Insurance Company Limited，中文名因不受商標註冊限制而獲繼續沿用富通保險有限公司。
2018年12月27日，新創建集團附屬公司 Earning Star Limited 以總代價215億港元現金向中國私募基金九鼎收購富通保險100%股權，截至17年底，富通經審核綜合資產總值為524億港元，資產淨值為150億港元。
2024年7月22日，更名為周大福人壽。

## 獎項
- 連續9年獲得《Hong Kong Business》之「傑出人壽保險公司大獎」（2007年 - 2015年）
- 連續7年獲得《資本壹週》之「智選人壽保險品牌大獎」（2009年 - 2015年）
- 連續3年獲《文匯報》評選為「香港傑出保險公司」（2013年 - 2015年）
- 「香港保險業大獎2014」之「傑出整合營銷策略大獎」及「傑出新媒體市場策略大獎」兩項大獎
- 2016年「無障礙網頁嘉許計劃 2016」─ 3年卓越表現金獎（網站組別）
- 2015年 「企業高飛成就大獎」─ 傑出人壽保險公司
- 2014年「文匯報」的《香港創富行－傑出保險公司》
- 2013年 Hong Kong Business High Flyers 傑出人壽保險
- 2013年 Quamnet 華富財經傑出企業大獎之傑出保險公司
- 2013年「香港資訊及通訊科技獎」最佳流動應用程式（流動企業應用方案）金獎
- 2012年 自2003年以來，富通保險一直名列「商界展關懷」愛心機構的行列」
- 2012年 資本壹週「最佳流動平台市場推廣」奬項
- 2011年《Hong Kong Business》「最佳企業奬 - 人壽保險」
- 2011年《Hong Kong Business》評選為「卓越投資移民認可產品供應商」
- 2011年華富財經《傑出企業大奬之傑出保險公司》
- 2011年《Benchmark企業公民年奬 - 大型企業傑出成就奬》
- 2011年 及2012年 香港環保卓越計劃 －減廢標誌（卓越級別）
- 2010年 至2012年獲僱員再培訓局頒發「ERB人才企業嘉許計劃」頒發「人才企業」
- 2010年 《Hong Kong Business》頒發「傑出企業大奬－財務策劃」
- 2010年 《Benchmark公共關係及傳訊奬 - 傑出表現奬》
- 2009至2011年 連續三年榮獲《資本壹週》之「智選人壽保險品牌大奬」
- 2009年及2011年 香港財務策劃師學會及南華早報合辦之「財務策劃師大奬」 - 「行業大奬（保險界別）」
- 2009及2010年 新城財經台評選為《香港企業領袖品牌》
- 2008至2010 連續三年取得香港管理專業協會「傑出培訓員」奬項
- 2009年 華富財經頒發《傑出財務策劃》大奬
- 2009年「香港巴塞足球學校」計劃榮獲「聯合國千禧發展目標」大奬
- 2009年 香港財務策劃師學會及南華早報合辦之「財務策劃師大奬」 -「我最喜愛的財務策劃師」
- 2009年 富通學院導師榮獲香港管理專業協會《最佳管理培訓奬》中的「最傑出培訓員」奬
- 2008年 榮獲《Hong Kong Business》雜誌連續第三年嘉許為 「 High-Flyers 傑出企業」
- 2008年 獲《都市日報》評選為「最佳綜合廣告」

## 外部連結
- 周大福人壽官方網站 （页面存档备份，存于）